# Matilde di Franconia (figlia di Corrado II)
Matilde di Franconia (1027 circa – 1034) è stata una principessa tedesca.

## Biografia
Matilde era figlia dell'imperatore Corrado II, appartenente alla dinastia salica, e di Gisela di Svevia, della dinastia dei corradinidi. Il fratello maggiore di Matilda era Enrico III, imperatore del Sacro Romano Impero. 
In un incontro con il re Enrico I di Francia a Deville in Lorena nel maggio 1033, Corrado accettò di sposare Matilde, all'epoca di cinque anni, con Enrico. Tuttavia, prima che potessero sposarsi, Matilde morì all'inizio del 1034. Il suo matrimonio era stato organizzato per confermare un patto di pace tra Enrico e Corrado. 
Fu sepolta nella cattedrale di Worms. 
Il cappellano di Corrado, Wipo di Borgogna, menzionò Matilda come filia imperatoris Chuonradi et Giselæ, Mahthilda

## Ascendenza
|                      |                     |                         | Genitori               |  |  | Nonni |  |  | Bisnonni             |  |  | Trisnonni        |  |
|                      |                     |                         |                        |  |  |       |  |  | Ottone I di Carinzia |  |  | Corrado il Rosso |  |
|                      |                     |                         |                        |  |  |       |  |  | Ottone I di Carinzia |  |  | Corrado il Rosso |  |
|                      |                     | Liutgarda di Sassonia   |                        |  |  |       |  |  | Ottone I di Carinzia |  |  |                  |  |
| Enrico di Spira      |                     |                         |                        |  |  |       |  |  | Ottone I di Carinzia |  |  |                  |  |
|                      |                     | Giuditta di Carinzia    | Enrico di Baviera      |  |  |       |  |  |                      |  |  |                  |  |
|                      |                     | Giuditta di Carinzia    | Enrico di Baviera      |  |  |       |  |  |                      |  |  |                  |  |
|                      |                     | Giuditta di Carinzia    | …                      |  |  |       |  |  |                      |  |  |                  |  |
| Corrado II il Salico |                     | Giuditta di Carinzia    |                        |  |  |       |  |  |                      |  |  |                  |  |
|                      |                     | Riccardo di Metz        | …                      |  |  |       |  |  |                      |  |  |                  |  |
|                      |                     | Riccardo di Metz        | …                      |  |  |       |  |  |                      |  |  |                  |  |
|                      |                     | Riccardo di Metz        | …                      |  |  |       |  |  |                      |  |  |                  |  |
| Adelaide di Metz     |                     | Riccardo di Metz        |                        |  |  |       |  |  |                      |  |  |                  |  |
|                      |                     | Berta di Metz           | …                      |  |  |       |  |  |                      |  |  |                  |  |
|                      |                     | Berta di Metz           | …                      |  |  |       |  |  |                      |  |  |                  |  |
|                      |                     | Berta di Metz           | …                      |  |  |       |  |  |                      |  |  |                  |  |
| Matilde di Franconia |                     | Berta di Metz           |                        |  |  |       |  |  |                      |  |  |                  |  |
|                      | Corrado I di Svevia | …                       |                        |  |  |       |  |  |                      |  |  |                  |  |
|                      | Corrado I di Svevia | …                       |                        |  |  |       |  |  |                      |  |  |                  |  |
|                      | Corrado I di Svevia | …                       |                        |  |  |       |  |  |                      |  |  |                  |  |
| Ermanno II di Svevia | Corrado I di Svevia |                         |                        |  |  |       |  |  |                      |  |  |                  |  |
|                      |                     | Richlind di Sassonia    | …                      |  |  |       |  |  |                      |  |  |                  |  |
|                      |                     | Richlind di Sassonia    | …                      |  |  |       |  |  |                      |  |  |                  |  |
|                      |                     | Richlind di Sassonia    | …                      |  |  |       |  |  |                      |  |  |                  |  |
| Gisella di Svevia    |                     | Richlind di Sassonia    |                        |  |  |       |  |  |                      |  |  |                  |  |
|                      |                     | Corrado III di Borgogna | Rodolfo II di Borgogna |  |  |       |  |  |                      |  |  |                  |  |
|                      |                     | Corrado III di Borgogna | Rodolfo II di Borgogna |  |  |       |  |  |                      |  |  |                  |  |
|                      |                     | Corrado III di Borgogna | Berta di Svevia        |  |  |       |  |  |                      |  |  |                  |  |
| Gerberga di Borgogna |                     | Corrado III di Borgogna |                        |  |  |       |  |  |                      |  |  |                  |  |
|                      |                     | Matilde di Francia      | Luigi IV di Francia    |  |  |       |  |  |                      |  |  |                  |  |
|                      |                     | Matilde di Francia      | Luigi IV di Francia    |  |  |       |  |  |                      |  |  |                  |  |
|                      |                     | Matilde di Francia      | Gerberga di Sassonia   |  |  |       |  |  |                      |  |  |                  |  |
|                      |                     | Matilde di Francia      |                        |  |  |       |  |  |                      |  |  |                  |  |